# Romance (Elgar)
Romance, in re minore, Op. 62, è un breve lavoro per fagotto e orchestra del compositore inglese Edward Elgar. Esiste anche in una trascrizione per violoncello e orchestra realizzata dal compositore. Entrambe le versioni per fagotto e violoncello risalgono al 1909–10. È anche pubblicato con la parte orchestrale ridotta ad un accompagnamento del pianoforte.

## Storia
Romance fu composto per il primo fagotto della London Symphony Orchestra, Edwin F James, che la suonò per la prima volta nel febbraio del 1911 a Hereford, sotto la direzione del compositore. La trascrizione per violoncello non fu eseguita fino al 1985.
Il lavoro fu composto tra due delle opere più grandi di Elgar, il Concerto per violino e la Sinfonia n. 2 ed è un pezzo in modo contrastante corto e garbato, che dura meno di otto minuti per l'esecuzione. Lo studioso ed esperto di Elgar, Michael Kennedy osserva che il brano dipinge il fagotto come un poeta ed un cantante piuttosto che un commediante.

## Strumentazione
L'opera è strumentata per un'orchestra composta da, oltre al fagotto solista, 2 flauti, 2 oboi, 2 clarinetti in Si bem., 2 fagotti (2° ad lib), 3 corni in Fa, 3 tromboni ad lib, timpani e archi.

## Incisioni
Sono state incise entrambe le versioni.
- Michael Chapman con la Northern Sinfonia diretta da Sir Neville Marriner nel 1970 (EMI)
- Graham Salvage e l'Orchestra Hallé diretta da Mark Elder, pubblicata nel 2004 con l'etichetta dell'orchestra
- L'alternativa per violoncello è stata registrata per l'EMI da Julian Lloyd Webber e la London Symphony Orchestra diretta da Sir Charles Mackerras nel 1986

## Fonti
Le note di copertina alle registrazioni EMI di cui sopra, di Michael Kennedy e Julian Lloyd Webber.